# Tropical Rainfall Measuring Mission

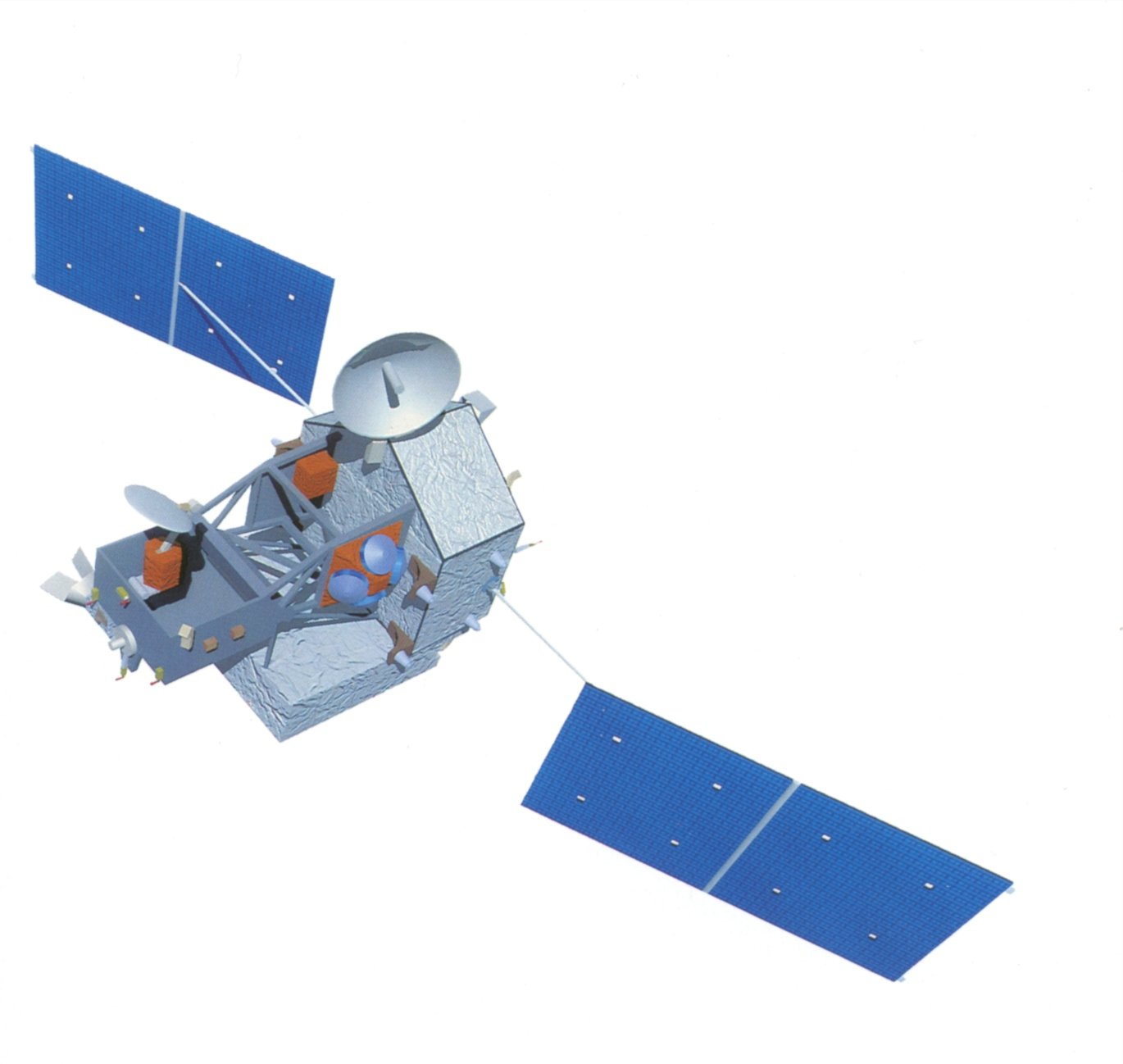
Concepção artística do satélite TRMM.

A Tropical Rainfall Measuring Mission (TRMM) é uma missão espacial realizada em consórcio pela NASA e a JAXA, projetado para monitorar e estudar as chuvas tropicais. O termo Tropical Rainfall Measuring Mission se refere a ambos: a missão e o satélite nela usado para coletar dados. O TRMM faz parte do programa NASA Earth Science, na época conhecido como Mission to Planet Earth da NASA, um esforço de pesquisa de longo prazo para estudar a Terra como um sistema global. O satélite foi lançado em 27 de Novembro de 1997 do Centro Espacial de Tanegashima, Japão por um foguete H-II.